# Temptations (canción)
«Temptations» es el tercer sencillo de 2Pac del álbum Me Against the World. La canción fue producida por Easy Mo Bee, y fue un éxito moderado en los Estados Unidos, alcanzando el puesto 68 en la Billboard Hot 100. El video musical incluye cameos de raperos de la costa Oeste como Ice-T, Coolio, B-Real y Warren G, además de Salt-N-Pepa, Treach, Bill Bellamy y Jada Pinkett Smith. 2Pac no aparece en el video ya que estaba cumpliendo condena en prisión. La canción se situó en el puesto #13 en la lista U.S. Rap y en el #35 en la U.S. Hip Hop/R&B. "Temptations" fue incluido en el álbum Greatest Hits en 1998.
La canción samplea los temas "Sing a Simple Song" de Sly & the Family Stone, "Watch Yo Nuggets" de Redman y "Computer Love" de Zapp.
La canción también aparece en la película 8 Mile protagonizada por Eminem, después de la primera batalla, hacia el final de la película.

## Lista de canciones
Sencillo en CD
- Lado-A
  - A1 «Temptations» (Clean Radio Edit) (4:27)
  - A2 «Temptations» (Álbum Versión) (5:00)
  - A3 «Temptations» (Instrumental) (4:58)
- Lado-B
  - B1 «Temptations» (Battlecat Hip-hop Mix) (5:07)
  - B2 «Temptations» (Battlecat Club Mix) (5:46)
  - B3 «Temptations» (Battlecat Club Mix Instrumental) (5:03)

Promo sencillo
1. «Temptations» (Radio Edit)
2. «Temptations» (Battlecat Hip-hop Mix Clean Edit)